# Iris kerneriana
Iris kerneriana là một loài thực vật có hoa trong họ Diên vĩ. Loài này được Asch. & Sint. ex Baker miêu tả khoa học đầu tiên năm 1892.